# Rdzeń przekroju
Rdzeń przekroju – pojęcie z zakresu wytrzymałości materiałów, występujące przy projektowaniu prętowych elementów konstrukcyjnych pracujących tylko na ściskanie mimośrodowe.
Rdzeń przekroju jest definiowany jako miejsce geometryczne położenia punktów, w których działająca siła powoduje powstanie w przekroju naprężeń jednakowego znaku.
Rdzeń przekroju znajduje zastosowanie przy projektowaniu konstrukcji wykonanych z materiałów, które mogą pracować tylko na ściskanie (np. łuki i mury oporowe wykonane z materiałów lub z zaprawami nie przenoszącymi sił rozciągających, np. z cegieł, kamieni, niezbrojonego betonu). Zachodzi wtedy konieczność nadawania im takich kształtów, aby w ich przekrojach poprzecznych występowały tylko naprężenia ściskające, a więc tylko jednego znaku. W praktyce oznacza to, że składowa osiowa siły zewnętrznej powinna znajdować się w rdzeniu przekroju.

## Związek z geometrycznymi charakterystyki przekroju pręta
W przekroju poprzecznym elementów ściskanych mimośrodowo siły wewnętrzne mogą być zredukowane do punktowej siły, która może być rozłożona na składową równoległą do osi przekroju {\displaystyle N} i prostopadłą. Składowa prostopadła do osi, leży w płaszczyźnie przekroju i nie ma w tym przypadku znaczenia. Punkt przyłożenia siły określany względem osi głównej i centralnej o współrzędnych {\displaystyle y} i {\displaystyle z} jest {\displaystyle y_{0}} i {\displaystyle z_{0}.} W zależności od położenia punktu przyłożenia siły, linia, wzdłuż której naprężenia normalne są równe 0, zwana osią obojętną, może:
- przecinać ten przekrój,
- być do niego styczna (lub dotyczna w jego narożach),
- leżeć poza tym przekrojem.

Naprężenia normalne {\displaystyle \sigma _{n}} stałego znaku wystąpią tylko w tym trzecim przypadku, wówczas punkt przyłożenia siły należy do rdzenia przekroju. Linia ograniczająca rdzeń przekroju nazywana jest konturem rdzenia przekroju.
Siłę działająca poza osią główną można zastąpić siłą działającą na osi głównej przekroju oraz momentami siły gnącymi. Wywołane nimi naprężenie określa wzór:
{\displaystyle \sigma _{n}=-{\frac {N}{A}}-{\frac {Ny_{0}}{J_{z}}}y-{\frac {Nz_{0}}{J_{y}}}z,}
gdzie:
- {\displaystyle A} – pole przekroju poprzecznego,
- {\displaystyle J_{y},} {\displaystyle J_{z}} – główne centralne momentami bezwładności.

Oś obojętną dla siły przyłożonej w danym punkcie określa linia, dla której {\displaystyle \sigma _{n}=0.} Z zależności tych można wyznaczyć położenie punktu przyłożenia siły {\displaystyle y_{0},} {\displaystyle z_{0}} wymaganego położenia osi obojętnej i odwrotnie. Z powyższego wzoru dla osi obojętnej otrzymujemy wzór
{\displaystyle 0=1+{\frac {Ay_{0}}{J_{z}}}y+{\frac {Az_{0}}{J_{y}}}z.}

## Przykład
Wyznaczyć rdzeń przekroju (kontur przekroju) dla przekroju prostokątnego o długości {\displaystyle b} i szerokości {\displaystyle h}.
Parametry tego przekroju:
- pole przekroju: {\displaystyle A=bh,}
- oś główna przechodzi przez środek prostokąta,
- moment bezwładności względem osi {\displaystyle J_{z}=hb^{3}/12} i {\displaystyle J_{y}=bh^{3}/12.}

Oś obojętna określająca fragment konturu rdzenia przekroju dla dodatnich {\displaystyle z} i {\displaystyle y} ma współrzędne {\displaystyle z=h/2,} {\displaystyle y=b/2.}
Dla tych danych powyższego związku:
{\displaystyle 0=6+{\frac {1}{b}}y_{0}+{\frac {1}{h}}z_{0}.}
Dla siły położonej na osi z, otrzymujemy {\displaystyle y_{0}=-b/6.}
Pozostałe trzy linie konturu otrzymuje się podstawiając za {\displaystyle z} i {\displaystyle y} warunki dla kolejnych boków prostokąta. Rdzeniem przekroju prostokąta jest romb o przekątnych równoległych do boków prostokąta, przekątna ma długość 1/3 długości boku prostokąta do niej równoległego.

## Właściwości
Rdzeń przekroju jest zawsze wypukłą, płaską figurą geometryczną ograniczoną, a w przypadku przekrojów wielobocznych, obszarem zamkniętym krzywą łamaną zamkniętą o tylu wierzchołkach ile boków ma przekrój i o tylu prostoliniowych bokach ile ten przekrój ma naroży.